# Pietà per la carne
Pietà per la carne (Home Before Dark) è un film del 1958 diretto da Mervyn LeRoy.

## Trama
Charlotte torna a casa dopo essere stata per molto tempo in una clinica psichiatrica a causa di un esaurimento nervoso, e scopre che il marito Arnold la tradisce con la sorellastra. Così Charlotte cerca di assomigliare alla sorellastra, senza però riuscire nell'impresa.